# Lago Pitt
El lago Pitt es el segundo lago más grande del Lower Mainland de la Columbia Británica. Tiene unos 53,5 kilómetros cuadrados de superficie, unos 25 km de largo y unos 4,5 km de ancho en su parte más ancha. Es uno de los relativamente pocos lagos de marea del mundo, y uno de los más grandes. En el Lago Pitt hay, en promedio, un rango de mareas de tres pies; por lo tanto, el Lago Pitt está separado del nivel del mar y de las aguas de marea durante la mayor parte de las horas de cada día durante el ciclo de mareas de 15 pies del río Pitt y el estuario del Estrecho de Georgia inmediatamente aguas abajo. El extremo sur del lago está a 20 km río arriba de la confluencia del río Pitt con el río Fraser y está a 40 km al este del Centro de Vancouver.

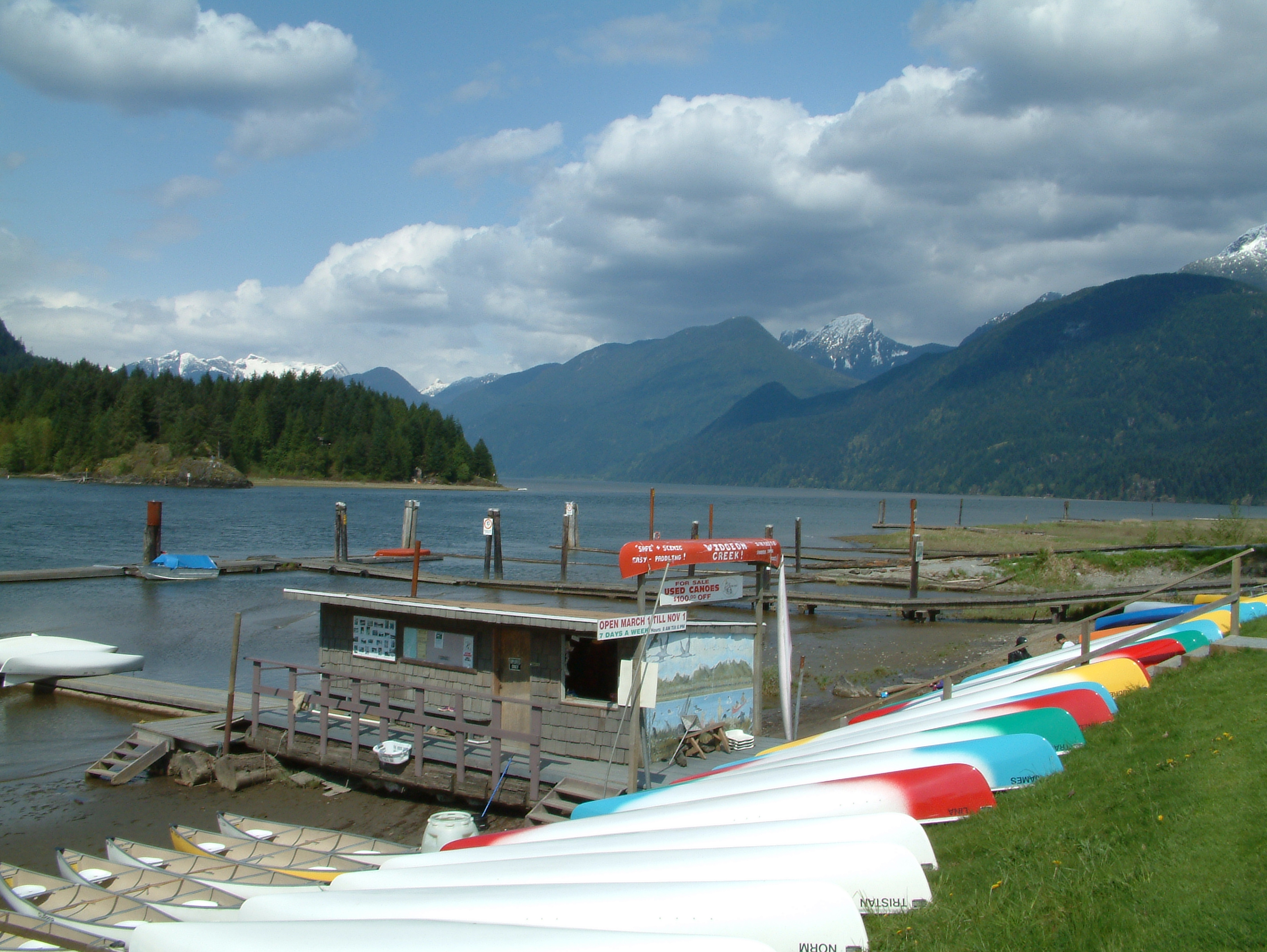
El lago Pitt en Columbia Británica

La comunidad de Pitt Meadows ocupa las tierras bajas pantanosas en el extremo sur del lago, algunas de las cuales han sido drenadas y se conocen como Pitt Polder. Justo al suroeste del lago está la comunidad de Port Coquitlam, que está al otro lado del río Pitt desde Pitt Meadows. En el extremo norte del lago hay una localidad llamada Alvin, que es un punto de transporte y envío para las empresas madereras y sus empleados. El Pitt superior, que significa el valle aguas arriba del lago, se considera uno de los mejores ríos de pesca con mosca de la Columbia Británica y uno de sus mejores arroyos de trucha arcoíris. 
El lago es popular entre los navegantes y los piragüistas, pero es propenso a fuertes vientos y lluvias, así como a grandes olas (debido a su gran profundidad). Hay un destino turístico de golf en la zona de Pitt Polder llamado Swan-e-set. También en el extremo sur del Lago Pitt, adyacente al Pólder, está la Reserva India del Lago Pitt 5.

## Geografía
El lago Pitt está en un típico valle glaciar en forma de U en las montañas de la Costa de la Columbia Británica. La excesiva profundidad del extremo inferior del valle sobre el tramo de la glaciación de Wisconsin creó una depresión a más de 140 m por debajo del nivel actual del mar. Tras el retroceso inicial de la glaciación hace unos 13.000 años, un fiordo de agua salada ocupó esta cuenca cuando los niveles relativos del mar todavía estaban entre 120 y 140 m por encima de los niveles actuales de la región. A diferencia de los vecinos Indian Arm y Howe Sound, más al oeste, esta cuenca de fiordo quedó parcialmente aislada de las aguas de marea por la sedimentación del río Fraser inferior hace unos 10.500 años, y el lago Pitt se considera ahora un lago de fiordo de marea. 
La cadena montañosa de su flanco este comprende el Parque Provincial de Golden Ears, su cuenca al norte está en el sur del Parque Provincial Garibaldi, mientras que la cadena montañosa de su flanco oeste, al noreste del embalse de la cuenca del lago Coquitlam de Vancouver, es el Parque Provincial de Pinecone Burke. La ribera y la preplaya del lago y el río son de acceso público e incluyen un extenso hábitat de aves silvestres migratorias. Parte de él está protegido por los parques de la Columbia Británica como la Reserva Ecológica del Pólder Pitt. 
El mayor lago continental de Columbia Británica es el lago Harrison, 60 km al este, que es el último de una serie de combinaciones de lagos y ríos de norte a sur que bordean la orilla norte del río Fraser en su último tramo hacia el oeste a través del Lower Mainland de Columbia Británica. Otros son los de los valles de los lagos Coquitlam, Alouette, Stave y Chehalis, más allá de los cuales se encuentra Harrison. 

## Clima
El lago Pitt tiene un clima oceánico ( tipo de clima de Köppen Cfb ). Como tal, presenta inviernos fríos y lluviosos con veranos relativamente cálidos y secos. La precipitación media anual es de 2155,4 mm (84,9 plg). Los extremos varían de −23,3 °C (−9,9 °F)    , registrado el 23 de enero de 1969 a 37 °C (98,6 °F), registrado el 21 de julio de 2006. 

## Folklore
El área a lo largo del lado este del lago es un tanto notoria por ser el reputado lugar de la mina de oro perdida de Slumach, el lugar de muchas búsquedas fallidas y a veces desastrosas de la mina de oro perdida del supuesto asesino. El historiador local Bill Barlee ha dicho "que esta historia tan colorida e interesante, aceptada como un hecho por una gran cantidad de buscadores de tesoros, probablemente no existe". Según Barlee, por la información geológica disponible, parece poco probable que se encuentre un depósito de oro en la región del lago Pitt. El historiador Garnet Basque afirma que los geólogos están convencidos de que la región alrededor de Pitt Lake no tiene oro. La mina perdida de Pitt Lake es una historia sin apoyo científico. 